# Статистическо централно бюро (Швеция)
Статистическото централно бюро (на шведски: Statistiska centralbyrån, SCB) е държавен орган в Швеция.
Отговаря за изготвянето на официални статистически данни за Швеция. Националните статистически данни в Швеция датират от 1686 г., когато на енориите на Шведската църква е наредено да започнат да водят записи за населението.